# Melodi Grand Prix Junior 2004
Il Melodi Grand Prix Junior 2004 è stata la terza edizione del concorso canoro riservato ai bambini e ragazzi dagli 8 ai 15 anni.

## Il programma
450 brani entrarono nella competizione aperta della NRK, un calo di 200 rispetto all'anno precedente. Una giuria ha selezionato dieci delle canzoni per la finale all'Oslo Spektrum il 12 giugno 2004. Stian Barsnes-Simonsen è stato per la terza volta il condutture assieme a Nadia Hasnaoui
La competizione è stata divisa in due round. Dopo il primo turno, i telespettatori hanno votato quattro delle canzoni la finale. Nella finale, i quattro finalisti hanno ricantato le canzoni e nella votazione ne esce vincitore Aleksander Moberg (15) con il nome @lek.

## Risultati
| N° | Artista          | Brano                        | Risultato |
| -- | ---------------- | ---------------------------- | --------- |
| 1  | Ceejays          | «Hør på oss»                 | Finalista |
| 2  | Joakim           | «Vi to»                      | Eliminato |
| 3  | Vi               | «Det æ'kke deg – det er meg» | Eliminato |
| 4  | @lek             | «En stjerne skal jeg bli»    | Finalista |
| 5  | The Exocarps     | «Andreplass»                 | Eliminato |
| 6  | Sheep Boys       | «Damer er no' dritt»         | Eliminato |
| 7  | Luna             | «Min egen vei»               | Eliminato |
| 8  | Hanne Merete     | «Her for deg»                | Finalsita |
| 9  | Summerboys       | «Det var sommer»             | Finalista |
| 10 | Rosa klinkekuler | «Bikinidamene»               | Eliminato |

### Finale
| N° | Artista      | Brano                     | Posizione | Punti  |
| -- | ------------ | ------------------------- | --------- | ------ |
| 1  | Ceejays      | «Hør på oss»              | 3         | 16.188 |
| 4  | @lek         | «En stjerne skal jeg bli» | 1         | 24.765 |
| 8  | Hanne Merete | «Her for deg»             | 4         | 13.285 |
| 9  | Summerboys   | «Det var sommer»          | 2         | 24.181 |

## Eventi post MGP

### JESC
IL vincitore @lek ha rappresentato la Norvegia al Junior Eurovision Song Contest 2004, che si è tenuto a Lillehammer, il 20 novembre 2004. S'è esibito sul palco per quinto e ha concluso il concorso al 13º posto con 12 punti.